# Carn Liath (Perth and Kinross)
Carn Liath is een berg in de Grampian Mountains in Schotland. De berg is 609 meter hoog. Op de Carn Liath ontstaan de riviertjes Allt na Leacainn Móire en Allt a' Chairn Leith.